# Protea nitida
Protea nitida là một loài thực vật có hoa trong họ Quắn hoa. Loài này được Mill. miêu tả khoa học đầu tiên.